# Grüter (niedersächsisches Adelsgeschlecht)

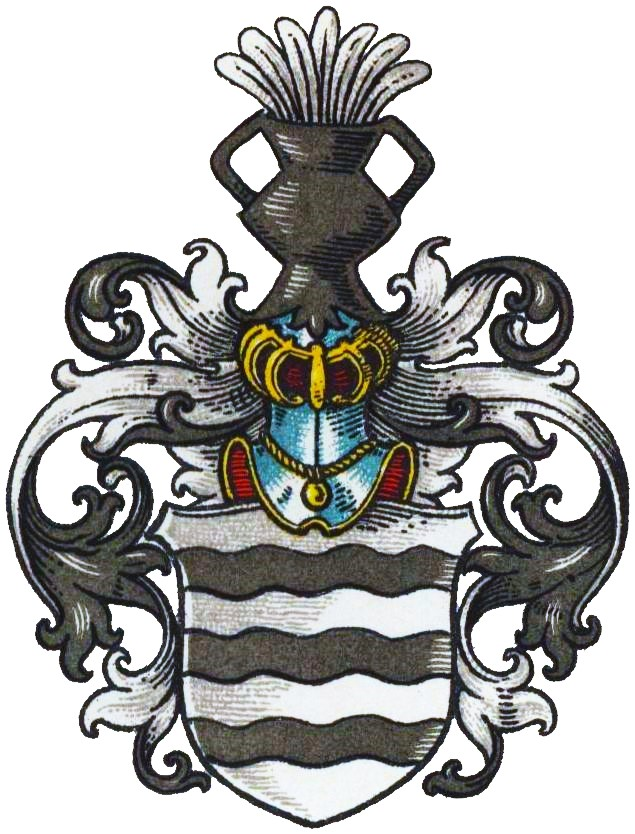
Wappen derer von Grüter zu Spyck im Wappenbuch des Westfälischen Adels

Grüter ist der Name eines erloschenen niedersächsischen Adelsgeschlechts.
Die Familie ist zu unterscheiden von dem namensgleichen, aber wappenverschiedenen nichtverwandten westfälischen Adelsgeschlecht Grüter.

## Geschichte
Das Geschlecht war in der Grafschaft Bentheim begütert. Um die Wende des 14. Jahrhunderts war Bramsche durch Erbgang zwischen den Familien von Senden und von Grüter aufgeteilt. Die Familie Grüter saß u. a. auf der Burg Bramsche und Gut Spyck. Burg Bramsche erscheint 1419 im Besitz von Florenz von Grüter. Die Brüder Sander und Berner von Grüter besaßen die Burg 1463. 1495 wurde Roleff von Grüter mit anderen Vasallen vom Bischof von Münster, Heinrich XXVII. von Schwarzburg, zum Landtag gerufen. Berner von Grüter leistete 1518 dem Münsteraner Bischof Erich II. von Sachsen-Lauenburg einen Huldigungseid, nachdem dieser die Burg Lingen eingenommen hatte. 1519 ließ derselbe Berner zusammen mit seiner Frau Locke demselben Bischof Erich ein Freigut Rickerdes Erbe bei Schapen auf, das sie als Lehen zurück empfingen. 1529 beschwerte sich derselbe Berner von Grüter darüber, dass seine Gerechtigkeiten durch den Grafen Nikolaus IV. von Tecklenburg-Schwerin beeinträchtigt würden. Berners Erbtochter Anna von Grüter brachte die Burg Bramsche und Gut Spyck 1551 durch Heirat an Otto von Grotthuß zu Kronenburg.
Die Familie blühte noch 1556.

## Wappen
Blasonierung: In Silber drei querfließende schwarze Bäche. Auf dem Helm mit schwarz-silbernen Helmdecken eine schwarze, an beiden Seiten gehenkelte Vase mit sieben silbernen Federn besteckt.